# Schivenoglia

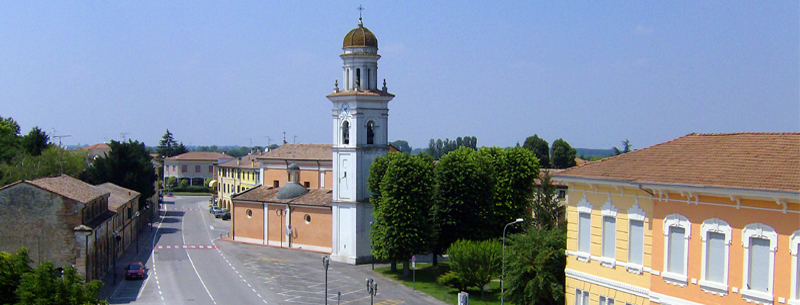
Die Via Dante Alighieri in Schivenoglia

Schivenoglia ist eine norditalienische Gemeinde (comune) mit 1090 Einwohnern (Stand 31. Dezember 2023) in der Provinz Mantua in der Lombardei. Die Gemeinde liegt etwa 27 Kilometer südöstlich von Mantua und wenige Kilometer südlich des Po.

## Geschichte
Erstmals urkundlich genannt wird der Ort in einem Dokument aus der Zeit zwischen 1205 und 1210.
Bis 1816 gehörte die heutige Gemeinde als Ortsteil zur Nachbargemeinde Revere (seit 2018 Fraktion der Gemeinde Borgo Mantovano).

## Verkehr
Der Bahnhof von Schivenoglia liegt an der Bahnstrecke Suzzara–Ferrara.

## Söhne und Töchter
- Augusto Chendi MI (* 1958), katholischer Geistlicher und Kurienmitarbeiter